# رافائل موسیسیان
رافائل هاکوبی موسیسیان (ارمنی: Ռաֆայել Հակոբի Մովսիսյան؛ زادهٔ ۱۰ ژانویهٔ ۱۹۱۲۵ - درگذشته ۵ اکتبر ۲۰۰۲) یک دانشمند و نقشه‌بردار اهل ارمنستان که از تاریخ ۱۹۸۰ تا تاریخ ۱۹۸۸ ریاست دانشگاه ملی پلی‌تکنیک ارمنستان را برعهده داشت.

## زندگی‌نامه
در ۱۰ ژانویهٔ ۱۹۲۵ در ساراتوف به دنیا آمد و از دانشگاه دولتی ایروان (۱۹۴۷) فارغ‌التحصیل شد. وی عضو فرهنگستان ملی علوم ارمنستان بود. وی همچنین برنده نشان پرچم سرخ کار، جایزه دولتی ارمنستان شوروری (۱۹۸۶) شده است. وی در ۵ اکتبر ۲۰۰۲ در سن ۷۷ سالگی در ایروان درگذشت.

## یادداشت
1. ↑  տեխնիկական գիտությունների դոկտոր